# Eugène Hyard
Eugène Alexis Hyard, né le 15 juin 1867 à Paris (11e arrondissement) et mort le 14 juin 1959 à Paris (16e arrondissement), est un musicien et compositeur français, qui composa essentiellement pour la religion positiviste d'Auguste Comte.